# Уркулью, Иньиго
И́ньиго Урку́лью Рентери́я (баск. Iñigo Urkullu Renteria; род. 18 сентября 1961, Баракальдо) — баскский политик. С 15 декабря 2012 года по 21 июня 2024 занимал пост председателя правительства Страны Басков.

## Биография
Уркулью окончил педагогический факультет Университета Деусто по специальности филология баскского языка, работал учителем баскского. Он был директором Бискайского департамента по делам молодежи и социальных служб с 1987 по 1994 год и заседал в Баскском парламенте с 1984 по 1987 год и с 1994 по 2005 год (во время 2-го, 3-го, 5-го, 6-го, 7-го и 8-го заседаний парламента).
С 1996 года он является членом баскской националистической партии. Он был главой Бискайского отделения партии с 2004 по 2008 год, после чего в 2008 году стал председателем партии. В 2013 году его сменил на этом посту Андони Ортусар, поскольку правила партии не позволяют президенту одновременно быть председателем партии.
На фоне конституционного кризиса в Испании в 2017–2018 годах Уркулью хотел выступить посредником между правительствами Испании и Каталонии, чтобы избежать провозглашения независимости и применения статьи 155 испанской конституции, но эти попытки потерпели неудачу. Он выступил в качестве свидетеля на суде над каталонскими сепаратистами 28 февраля 2019 года.
Уркулью женат, имеет двух сыновей и дочь.